# 韋塞萊 (奧赫蒂爾卡區)
50°17′32″N 35°9′46″E / 50.29222°N 35.16278°E
韋塞萊（烏克蘭語：Веселе）是位於烏克蘭東北部的村莊，由蘇梅州奥赫蒂尔卡区的基里基夫卡市鎮負責管轄。該村處於韋謝拉河畔，分別距離維謝韋謝列1.5公里和扎沃茨凱4.5公里，海拔高度127米，2001年人口57。